# ノー・ノー・ボーイ (ザ・スパイダースの曲)
「ノー・ノー・ボーイ」（No No Boy）は、1966年2月1日に日本ビクター（音楽レコード事業部、現・ビクターエンタテインメント）から発売されたザ・スパイダースの楽曲である。

## 解説
- 作詞は田邊昭知、作曲はかまやつひろしによる。クラウン・レコードから日本ビクターのフィリップスレーベル（現・ユニバーサルミュージックLLC）へ移籍して出した最初のシングル。ブリティッシュビートの影響を大きく受けたかまやつひろしによってつくられた、当時日本に無かった斬新で洗練されたコード感覚で作曲された洒落た曲である。
- ザ・スパイダースの出演映画『青春ア・ゴーゴー』（1966年、日活） でこの曲を歌うシーンがある。
- B面は「リトル・ロビー」（阿久悠 作詞、大野克夫 作曲）。
- 1966年、アメリカのPHILIPSレーベルから「ザ・スパイダース・アルバムNo.1」のバンド写真を使用し、脇に『ザ・スパイダーズの トーキョー・サウンド!』と日本語で書かれたジャケット（裏面には英文でバンドの紹介と歌詞）付きでシングル・リリースされた。B面は「HOW COULD I FALL IN LOVE（ビター・フォー・マイ・テイスト）」。どちらもフィリップス音源を使用している。型番は40363。

## 収録曲
1. ノー・ノー・ボーイ (No No Boy)
  - 作詞:田邊昭知／作曲:かまやつひろし
2. リトル・ロビー (Little Roby)
  - 作詞:阿久悠／作曲:大野克夫

## カバー
ノー・ノー・ボーイ
- ダウン・タウン・ブギウギ・バンド - 1976年発売。アルバム「GS」に収録。
- メイジャー・チューニング・バンド - 1977年発売。メドレー曲「ソウル・これっきりですよ!!」（同名シングルに収録）の1曲として歌唱。
- 近田春夫&ハルヲフォン - 1980年発売のアルバム「ハルヲフォン・メモリアル」に収録。
- C-C-B - 1984年（当時はココナッツボーイズ名義）にカバー、アルバム「Boy's Life」の2曲目に収録されている。
- 舘ひろし - 1997年発売のシングル「ノー ノー ボーイ」に収録。舘主演の東映映画「義務と演技」主題歌。
- 野口五郎 - 2002年発売のシングル「私鉄沿線02」に収録。